# MeatballWiki
Das MeatballWiki ist ein Wiki über virtuelle Gemeinschaften, Netzkultur und Hypermedia. Es wurde im Jahr 2000 von Sunir Shah gegründet. Der ursprüngliche Fokus lag auf kollaborativen Hypermedien wie Wikis, inzwischen reichen die Themen von geistigem Eigentum bis hin zu Cyberpunk.
Mit Meatballs (engl. Fleischklopse) sind hier metaphorisch Seiten gemeint, die durch Hyperlinks miteinander verbunden sind.
Das Wiki hostet verschiedene Projekte, insbesondere hat es die Entwicklung des UseModWiki stark beeinflusst, mit dem es betrieben wird.
Auf Grund seiner Rolle als Gemeinschaft über Gemeinschaften wurde das MeatballWiki zum Ausgangspunkt für zahlreiche andere Wiki-basierte Projekte und eine zentrale Anlaufstelle für die erweiterte Wiki-Gemeinde. Während es sich ausdrücklich als „Zentrum“ der Wiki-Gemeinde versteht, ist sein Inhalt als Referenzmaterial geeignet. Im MeatballWiki wird auch die InterMap gepflegt, welche wiki-übergreifende Links erlaubt.